# Хипполанъярви
Хи́пполанъя́рви (фин. Hippolanjärvi) — озеро на территории Импилахтинского сельского поселения Питкярантского района Республики Карелия.

## Общие сведения
Площадь озера — 0,6 км². Располагается на высоте 53,0 метров над уровнем моря.
Форма озера лопастная, продолговатая: вытянуто с северо-востока на юго-запад. Берега каменисто-песчаные, возвышенные.
Из озера вытекает ручей без названия, втекающий в реку Сюскюянйоки.
В северо-восточной части озера расположены два небольших острова без названия.
Неподалёку от юго-восточного берега озера проходит трасса «Сортавала».
Населённые пункты возле озера отсутствуют. Ближайший — посёлок Кителя — расположен в 1,5 км к юго-востоку от озера.
Код объекта в государственном водном реестре — 01040300211102000013735.